# Dickson Marwa
Dickson Marwa (Dickson Marwa Mkami; * 9. März 1982 in Tarime, Region Mara) ist ein ehemaliger tansanischer Langstreckenläufer.

## Leben
2003 und 2005 gewann er den Gold-Coast-Marathon. 2006 wurde er Achter über 5000 m und Sechster über 10.000 m bei den Commonwealth Games in Melbourne, Dritter bei der Route du Vin und Zwölfter bei den Straßenlauf-Weltmeisterschaften in Debrecen. Im Jahr darauf kam er bei den Leichtathletik-Weltmeisterschaften in Osaka über 10.000 m auf Rang 16 und wurde Achter bei den Straßenlauf-Weltmeisterschaften in Udine.
2008 wurde er Dritter beim RAK-Halbmarathon, und bei den Olympischen Spielen in Peking belegte er über 10.000 m den 14. Platz.
2009 kam er bei den Leichtathletik-Weltmeisterschaften in Berlin über 10.000 m auf den 16. Platz und siegte beim Grand Prix von Prag.
Dickson Marwa ist 1,78 m groß und wiegt 58 kg.

## Persönliche Bestzeiten
- 1500 m: 3:44,16 min, 19. Februar 2005, Adelaide
- 3000 m: 7:42,94 min, 8. Juni 2007, Turin
- 5000 m: 13:25,18 min, 15. Juni 2007, Lugano
- 10.000 m: 27:38,58 min, 26. Mai 2007, Hengelo
- Halbmarathon: 59:52 min, 8. Februar 2008, Ra’s al-Chaima
- Marathon: 2:12:53 h, 6. Juli 2003, Gold Coast